# Lippo Group
Lippo Group (力宝集团) er et indonesisk konglomerat. Det er etableret af Mochtar Riady i 1950.
Konglomeratet er i dag et af Asiens ledende med aktiver over 15–20 mia US $ og investeringer i detailhandel, medier, fast ejendom, overnatning, finans, energi, IT og sundhedsvirksomhed. Koncernens primære virksomheder inkluderer Overseas Union Enterprise, Lippo Karawaci, hypermarkeder, Matahari Department Store, Siloam Hospitals, Jakarta Globe, Investor Daily, First Media, First REIT, LMIR REIT, Auric Pacific, Lippo Incheon Development og andre. Lippo Group opererer primært i Indonesien, Kina, USA, Canada, Singapore, Hongkong, Macau, Sydkorea, Filippinerne og Australien. Koncernen opererer både gennem børsnoterede selskaber og ikke-børsnoterede selskaber. Lippo Group har samarbejdet med ledende globale aktører så som CVC Capital, Temasek, GIC, AIG, Khazanah, Mitsui, Clarity Partners, RZB Bank og andre.

## Matahari Department Store
Matahari er Indonesiens største stormagasinkæde med en omsætning på 32 %. Kæden, som sælger mode til rimelige priser, har 116 butikker i Indonesien. CVC købte i april 2010 80 % af af Matahari for 770 mio. US $ af Indonesiens Riady-familie, som ejer de fleste af de resterende aktier.
Kapitalfonden CVC Capital tjente siden hen 1,3 mio. US $ på at sælge omkring 50 % af sin andel i Matahari Department Store.

## Hypermarkeder
Riady-familien som ejer Multipolar sammen med dets moderselskab, Lippo Group, søger efter en partner til at åbne 80 nye butikker i Indonesien. Temasek der driver 80 hypermarkeder i mere end 52 indonesiske byer har meldt sig som interesserede.

## Overseas Union Enterprise
Overseas Union Enterprise (OUE) er en ejendomsvirksomhed som udvikler og investerer i ejendomme.
OUE har købt Crowne Plaza Singapore og færdiggjort kontorbyggeri i Marina Bay. Virksomheden har også købt DBS Towers 1 og 2 i Singapores finansdistrikt.
65 % af omsætningen kommer fra hoteller, men også fra kontorbygninger, luksuslejligheder og indkøbscentre.
Lippo ejer 88,5 % af OUE.

## Lippo Karawaci
Lippo Karawaci Tbk ("Lippo Karawaci") blev etableret på en vision om at udvikle byer med grønne områder, første klasses fysisk og social infrastruktur.
Ejendomsudviklingsvirksomheden er ejer af den største jordbank i Indonesien og har projekter på strategiske lokaliteter over det meste af Indonesien.
Efter en fusion i 2004 udvidede virksomheden sit fokusområde til også at omfatte byudvikling, storskalaprojekter, indkøbscentre, sundhed, hoteller og underholdning.

## Lippo Malls Indonesia REIT
Lippo Malls Indonesia Retail Trust (“LMIR Trust”) er en ejendomsinvesteringsvirksomhed der er specialiseret i indkøbscentre.

## First REIT
First REIT blev børsnoteret på Singapore Exchange i 2006 og har siden hen vokset inden for sundhedsområdet. First REIT har 12 ejendomme i Indonesien, Singapore og Sydkorea. Virksomheden har hospitaler i Makassar og Manado.

## Lippo Star Satellite
Lippo Group sender en satellit op til tv-transmission og telekommunikations services.

## First Media
First Media driver kabel-tv og internet. CVC Capital har investeret i virksomheden.

## Siloam Hospitals
Siloam Hospitals driver 13 hospitaler i Indonesien.